# Vianí
Vianí là một khu tự quản thuộc tỉnh Cundinamarca, Colombia. Thủ phủ của khu tự quản Vianí đóng tại Vianí Khu tự quản Vianí có diện tích ki lô mét vuông. Đến thời điểm ngày 28 tháng 5 năm 2005, khu tự quản Vianí có dân số 4107 người.